# Centro Internacional de la Papa
Koordinaten: 12° 4′ 37,5″ S, 76° 56′ 46,2″ W
Das Centro Internacional de la Papa (CIP) ist ein internationales Forschungszentrum mit Sitz in La Molina bei Lima (Peru). Mit dem Ziel der nachhaltigen Armutsminderung und der Ernährungssicherung in Entwicklungsländern werden Forschungsaktivitäten zu Kartoffeln, Süßkartoffeln und anderen Wurzel- oder Knollenfrüchten unternommen. Auch das Naturressourcenmanagement in den Anden und anderen Bergregionen ist Forschungsgegenstand.
In den peruanischen Anden besteht östlich von Cuzco der Parque de la Papa, in welchem mit Unterstützung des Centro von den einheimischen Bauern mehr als 900 unterschiedliche Sorten Kartoffeln in einer Höhe zwischen 3.200 und 4.800 Metern angebaut werden.
Am CIP arbeiten Wissenschaftler aus 25 Staaten. Die Finanzierung erfolgt im Wesentlichen durch Zuwendungen aus 58 Staaten, privaten Stiftungen und internationalen und regionalen Organisationen. Es ist eine an die Consultative Group on International Agricultural Research (CGIAR) angeschlossene Forschungsinstitution.